# هنري إتيان سانت كلير ديفيل
هنري إتيان سانت كلير ديفيل (بالفرنسية: Henri Sainte-Claire Deville)‏ (11 مارس   1818-1 يوليو 1881 ) كيميائي فرنسي.
ولد في جزيرة  سانت توماس -جزر الهند الغربية الدنماركية، حيث كان والده قنصل فرنسي.  تلقى تعليمه   مع شقيقه الأكبر تشارلز في باريس في كلية رولين . في عام 1844، بعد تخرجه كطبيب ودكتور في العلوم، تم تعيينه لتنظيم كلية العلوم الجديدة في بيزنسون، حيث كان يعمل عميدًا وأستاذًا للكيمياء من عام 1845 إلى عام 1851.  توفي في بولون-بيانكور.

## روابط خارجية
- هنري إتيان سانت كلير ديفيل على موقع الموسوعة البريطانية (الإنجليزية)
- هنري إتيان سانت كلير ديفيل على موقع إن إن دي بي (الإنجليزية)